# Марин Николов
Марин Николов е български журналист, чиято професионална кариера започва със стаж в БНТ  От 2003 г. до 2019 г. е последователно криминален репортер и разследващ журналист в Нова ТВ. От декември 2019 г. става част от екипа на бТВ. Автор на десетки журналистически разследвания, излъчени по Нова телевизия. Разследванията му са в различни сфери: документните измами, екологията, опазването на културното наследство, обществените поръчки, иманярската мафия, горската мафия, корупцията във властта: съдебната, изпълнителната и местната власт и др.

## Биография
Марин Николов е роден на 31 декември 1976 г. в София. Завършва специалност „Културология“ в СУ „Св. Климент Охридски“. От 2003 г. работи като криминален репортер в Нова телевизия, а впоследствие и за bTV. 
Николов работи последователно в Новините на Нова, сутрешния блок „Здравей, България“ и рубриката „Темата на Нова“. От 2012 г. е разследващ журналист в предаването „Разследване“ по Нова телевизия, заедно с журналистите Васил Иванов и Димитър Стоянов. През 2014 г. „Разследване“ става част от рубриката „Темата на Нова“, като разследващи журналисти са двамата с Васил Иванов, а в началото на 2016 г. към тях се присъединява и Генка Шикерова.
От 18 септември 2019 г. Марин Николов вече не е журналист в Нова телевизия заради предложен от новите собственици на телевизията – бизнесмените братя Кирил и Георги Домусчиеви, нов договор с неприемливи за него условия.
През периода на работата си в Нова ТВ (2003 г. – 2019 г.), заснема разследвания, последвани от оставки на заместник-кмет, народни представители и други лица, заемащи отговорни постове в държавата. В част от тях използва методи като скрита камера и внедрени лица под прикритие. През декември, 2019 г. започва работа в bTV - Новините и  bTV - Репортерите, а от 2023 г. прави репортажи и разследвания в предаването "120 минути" по bTV, с водещ Светослав Иванов.

### Награди и лични постижения
Журналистически разследвания за Нова телевизия:
Марин Николов е носител на първа награда за разследваща журналистика на Фондация „Радостина Константинова“ за 2015 г., както и отличие в инициативата „Достойните българи“ за 2015 г. През 2016 г. получава първа награда за журналистическо разследване в областта на опазването на околната среда. Николов е и носител на приза „Репортер на годината“ на Фондация „Димитър Цонев“ за 2019 г. за репортажа (с продължение) „С ченге на пазар“, в който тема на разследване е чистотата в отношенията между полицаи и дилъри на дрога в град Плевен. За същия репортаж Марин Николов е награден и в конкурса „Сърце и слово срещу наркотиците“ в памет на ирландския репортер Вероника Герин, убита през 1996 г. от наркодилъри. (Конкурсът „Сърце и слово срещу наркотиците“ се провежда за първи път през 2007 г. и е създаден по идея на Общинския съвет по наркотични вещества в Благоевград с подкрепата на посолството на Република Ирландия в България.)
Сред отличените разследвания на Николов е и „Тютюн“ (2015), което разкрива масова схема за източване на милиони левове държавни субсидии за подпомагане на производство на тютюн от фиктивни производители, които на практика не отглеждат растението. Повечето от получателите на субсидиите са приближени до две последователно управляващи политически партии в България. Награда получава и материалът – „Екорекет“ (2015), където със скрита камера са проследени схеми, по които определени организации, наричащи себе си природозащитници, изнудват бизнесмени в сферата на енергетиката за стотици хиляди евро. Обещанието на „природозащитниците“ срещу исканата сума пари е да не блокират техни проекти чрез съдебни дела. Широк обществен отзвук предизвиква разследването „Спирките на София“ от 2016 г, което показва как Центърът за градска мобилност към Столичната община и заместник-кметът на София по транспорта Любомир Христов организират обществена поръчка за изграждане на навесите за автобусните спирки на града, а спечелилият изпълнител се оказва семейна фирма на депутата от XLII народно събрание Ирена Коцева. След разследването на Николов депутатът, заместник кметът и ръководството на Центъра за градска мобилност към онзи момент подават оставките си.
През април 2013 г. Марин Николов и тогавашният му колега Васил Иванов проследяват схема за купуване на гласове за предстоящите по това време парламентарни избори в няколко села във Видинска област. Чрез скрита камера купуват 750 гласа срещу сумата от 17 000 белязани лева.
С голям отзвук е и филмът „Синхрон на интереси“ (2018), в който се вижда как роднини на директори на областни земеделски дирекции в страната печелят стотици хиляди левове от европейски субсидии с имитация на земеделска дейност или по програмата за къщи за гости. Сред добилите известност разследвания на Марин Николов са и „Криминалното енерго“ (2014), „На патерици“ (2017), „БДЖ-игри“, „Глухият пациент“ (2019).
По-значими журналистически разследвания за bTV:
Първото журналистическо разследване на Марин Николов в бТВ е филмът „Да върнеш парите“ То разказва, как държавата иска да си върне 80 милиона лв. от 103 сделки, които признава за неизгодни. Става дума за така наречените "горски заменки", сключени между 2007 и 2009г., при които много известни бизнесмени (Христо Ковачки, Тодор Батков, Гриша Ганчев и д-р.),  получават гори от държавния фонд с привлекателна локация до морето или до ски курорти, давайки в замяна свои по-отдалечени частни гори.  
През март, 2020 г, излиза разследването "Съд, лъжи и видео", в което Николов прави интервю с дълго издирван ключов свидетел по  делото срещу бизнесмена Христо Ковачки за данъчни престъпления, приключило с оправдателна присъда.  Мъжът излиза от неизвестност едва след края на делото и заявява, че е накаран да лъже в полза на бизнесмена, а след това да се укрива срещу обещана сума пари. 
През май, 2022 г. В предаването "120 минути" е излъчено разследването "Войната за "Капитан Андреево". Видеото за пръв път показва частната лаборатория за изследване на плодове и зеленчуци на граничния пункт "Капитан Андреево" и съмненията около бизнеса й на границата с Турция. В серия последващи репортажи Николов проследи връзката на лабораторията с фигури от кръга на криминално проявените Христофорос Аманатидис -Таки и убития по-късно Красимир Каменов- Къро. Проследен е и опитът на управляващите през 2022 г. да прекратят договорите с фирмата на границата. 
Разследването "Златните пресъхнали язовири на България" от март 2025 г. спечели наградата на журналистическия конкурс "Уеб Репорт" в категория "Зелено перо" В него бе показано как ремонти на над 100 язовира в страната се бавят седма година след възлагането им по спешност. Оказа се, че в някои от язовирите дори няма вода. Укрепването на язовирните стени е част от мащабна поръчка за общо над 200 водоема 2018-та година.  Тогава възложителят на ремонтите  Държавна консолидационна компания плати в аванс 500 млн. лв на на посочения без конкурс изпълнител "Монтажи" ЕАД, а а от там на свой ред разпределиха заданието на трима подизпълнители. Поръчката доби публичност през 2021 и предизвика политически сблъсъци, а разследването на Николов за пръв път показа пълна картина на проблемите на съмнителната мащабна "спешна" поръчка и неизпълнението й 4 години по-късно.